# Sur la route d'Ozona
 (mars 2025).
Si vous disposez d'ouvrages ou d'articles de référence ou si vous connaissez des sites web de qualité traitant du thème abordé ici, merci de compléter l'article en donnant les références utiles à sa vérifiabilité et en les liant à la section « Notes et références ».
Pour plus de détails, voir Fiche technique et Distribution.
Sur la route d'Ozona (Outside Ozona) est un film américain réalisé par J. S. Cardone, sorti en 1998.

## Fiche technique
- Titre : Sur la route d'Ozona
- Titre original : Outside Ozona
- Réalisation et scénario : J. S. Cardone
- Musique : Taj Mahal et Johnny Lee Schell
- Pays de production :  États-Unis
- Sociétés de production : Millennium Films et Nu Image Films
- Société de distribution : TriStar Pictures
- Genre : Comédie dramatique
- Durée : 100 minutes
- Date de sortie : 18 décembre 1998

## Distribution
- Robert Forster : Odell Parks
- Kevin Pollak: Wit Roy
- Sherilyn Fenn : Marcy Duggan Rice
- David Paymer : Alan Defaux
- Penelope Ann Miller : Earlene Demers
- Swoosie Kurtz : Rosalee
- Taj Mahal : Dix Mayal
- Meat Loaf : Floyd Bibbs
- Lucy Webb : Agent Ellen Deene
- Lois Red Elk : Effie Twosalt
- Kateri Walker : Reba Twosalt